# 哲学史
哲学史（てつがくし、英: history of philosophy; theory of knowledge）は、哲学の歴史、およびその研究のこと。

## 哲学史としてのヨーロッパ哲学史
哲学は、古代ギリシア以来、人が自然の驚異や人の生病老死や喜怒哀楽に出会い、生の不条理に疑問を感じるところ、至る所にあるとされて、歴史を重ねてきた。とはいうものの、この「古代ギリシア以来」という言い方も実は西洋的、もっと細かく言えばヨーロッパ的なものであり、哲学史と呼ばれているものの、実質は西洋哲学、ヨーロッパ哲学の歴史に他ならない。
しかし同時に、「西洋にあっては知による知の根拠づけとも言うべき哲学の長い伝統があり」、「文明史的観点から西洋哲学を相対化することは可能であるし、場合によって必要であるものの、ロゴス（言葉、理性）の運動を極限まで押し進めるという徹底性は他の思想伝統には見られない特質であって、安易な批判や超克こそむしろ警戒されるべきである」。

## 哲学としての世界の哲学と思想
これに対して、中国の哲学あるいは思想の歴史は普通は中国思想史と言い、またインドのものも別にインド思想あるいはインド哲学などと呼んで区別するのが普通である。アラブ・イスラム世界のイスラム思想あるいはイスラム哲学は、西欧哲学と同じようにギリシア哲学を基礎に置く哲学の体系だが、これとても哲学史の中では西欧に影響を及ぼした以上の見方がされることはおそらく少ない。こうしたものもすべて含めて、世界全域で営まれてきた哲学と思想の歴史を文化の壁を越えて語りたい時には、敢えて「世界思想史」といった表現を選ぶことがある。しかしその際には、哲学研究というよりも、比較思想研究といった色彩が強くなり、全体の歴史を捉えようとする動きが希薄ではある。

## 哲学史家
- ディオゲネス・ラエルティオス
- ゲオルク・ヴィルヘルム・フリードリヒ・ヘーゲル
- ヴィルヘルム・ヴィンデルバント
- バートランド・ラッセル